# Epiplatys hildegardae
Epiplatys hildegardae är en fiskart som beskrevs av Berkenkamp, 1978. Epiplatys hildegardae ingår i släktet Epiplatys och familjen Nothobranchiidae. IUCN kategoriserar arten globalt som sårbar. Inga underarter finns listade i Catalogue of Life.